# Bang Bang Bang
Bang Bang Bang is een nummer van de Britse producer Mark Ronson uit 2010, uitgebracht onder de naam Mark Ronson & The Business Intl en in samenwerking met de Amerikaanse rapper Q-Tip en zangeres MDNR. Het is de tweede single van Ronsons derde studioalbum Record Collection.
Het nummer is gebaseerd op het Franse kinderliedje Alouette, waaruit ook de regel "Je te plumerai la tête" geleend is in de tekst. Bang Bang Bang werd vooral een heel grote hit in het Verenigd Koninkrijk, waar het de 6e positie bereikte. In Nederland was de plaat minder succesvol met een 68e positie in de Single Top 100, terwijl het in Vlaanderen de 3e positie in de Tipparade pakte.